# Chersonesometrus shivashankari
Espèce
Chersonesometrus shivashankari est une espèce de scorpions de la famille des Scorpionidae.

## Distribution
Cette espèce est endémique d'Inde. Elle se rencontre au Karnataka et en Andhra Pradesh.

## Description
Le mâle holotype mesure 85,7 mm et la femelle paratype 82,1 mm.

## Étymologie
Cette espèce est nommée en l'honneur de Tirumani Shivashankar.

## Publication originale
- Prendini & Loria, 2020 : « Systematic revision of the Asian Forest Scorpions (Heterometrinae simon, 1879), revised suprageneric classification of Scorpionidae Latreille, 1802, and revalidation of Rugodentidae Bastawade et al., 2005. » Bulletin of the American Museum of Natural History, no 442, p. 1-480 (texte intégral).